# اندژیوو (استان ماسوویان)
اندژیوو (استان ماسوویان) (به لهستانی:  Andrzejewo) یک روستا در لهستان است که در گمینا اندژیوو واقع شده‌است. اندژیوو ۱٬۰۰۰ نفر جمعیت دارد.